# Дженони
Дженони (итал. Genoni) — коммуна в Италии, располагается в регионе Сардиния, в провинции Ористано.
Население составляет 1006 человек (2008 г.), плотность населения составляет 23 чел./км². Занимает площадь 44 км². Почтовый индекс — 8030. Телефонный код — 0782.
Покровительницей коммуны почитается святая Варвара, празднование 4 декабря.

## Демография
Динамика населения:

## Администрация коммуны
- Официальный сайт: http://www.comune.genoni.or.it/ Архивная копия от 19 марта 2020 на Wayback Machine